# 마누엘 에스티아르테
마누엘 에스티아르테 두오카스테야(스페인어: Manuel Estiarte Duocastella, 카탈루냐어: Manuel Estiarte Duocastella 마넬 에스티아르테 이 두오카스텔랴, 1961년 10월 26일~)는 스페인의 수구 선수, 체육행정가, 축구 지도자이다. 다수 매체에서 수구 역사상 최고의 선수 중 한 명으로 평가받았으며 스페인 수구 국가대표팀 일원으로 국제 경기 580번 출전하였다. 그는 올림픽에 6회 참가하여 금메달 1개, 은메달 1개를 획득했다. 또한 1980년, 1984년, 1988년, 1992년 하계 올림픽에서 득점왕에 올랐으며 올림픽 통산 127골을 기록하여 올림픽 수구 최다 득점 기록을 보유하고 있다. 또한 세계 선수권 대회에서 3개의 메달(1998년 금메달, 1991년, 1994년 은메달)을 획득했고 1985년, 1991년, 1999년 수구 월드컵에서 동메달을, 유럽 선수권 대회에서 은메달(1991년)과 동메달(1993년)을 획득했다. 
선수 은퇴 후 2000년부터 2004년까지 국제 올림픽 위원회(IOC) 선수 위원으로 활동했다. 이후 2008년부터 2012년까지 펩 과르디올라가 이끄는 축구팀 FC 바르셀로나 선수 지원 담당 스태프로 활동했으며 2013년 과르디올라가 FC 바이에른 뮌헨 감독으로 부임하자 그를 따라 팀의 스태프로 활동했다. 이후 2016년 과르디올라를 따라 잉글랜드 축구팀인 맨체스터 시티 FC 스태프로 합류하여 현재까지 재직 중이다.